# Bernhard Dernburg
Bernhard Dernburg (Darmstadt, Gran Ducado de Hesse, 17 de julio de 1865-Berlín, 14 de octubre de 1937) fue un político liberal y banquero alemán. Actuó como Secretario de Asuntos Coloniales y jefe de la Oficina Colonial Imperial desde mayo de 1907 hasta el 9 de junio de 1910, y como Ministro de Finanzas y Vicecanciller de Alemania del 17 de abril al 20 de junio de 1919.

## Biografía
Nacido en Darmstadt, Bernhard Dernburg era hijo del editor y político Friedrich Dernburg (1833-1911), miembro del Partido Nacional Liberal y perteneciente a una distinguida familia judía. Friedrich Dernburg se había convertido al cristianismo y se había casado con Luise Stahl, la hija de un pastor evangélico. Bernhard Dernburg era también luterano. Hizo una carrera en la banca, incluso en el Deutsche Bank, y llegó a ser Director de la Deutsche Treuhand-Gesellschaft en 1889. Posteriormente se unió a la gestión del Darmstädter Bank für Handel und Industrie. En 1901, fundó la Deutsch-Luxemburgische Bergwerks- und Hütten-AG junto con Hugo Stinnes, la cual se convirtió en una de las compañías más grandes del rubro. Asimismo ostentó cargos en las juntas de grandes empresas industriales.
En 1906, Dernburg entró en la política como representante prusiano en el Consejo Federal. En 1907, fue nombrado Secretario de Estado para Asuntos Coloniales y jefe de la Oficina Colonial Imperial. Como secretario, siguió un curso reformista en la política colonial alemana.
Dernburg renunció a este puesto en 1910. Durante 1914 y 1915, mientras Alemania estaba en guerra con Gran Bretaña pero los Estados Unidos aún eran neutrales, Dernburg se dedicó a hacer propaganda contra los británicos en este último país.
Después de la Primera Guerra Mundial, cofundó el liberal Partido Democrático Alemán (DDP), sirvió como miembro de su junta nacional y fue elegido miembro de la Asamblea Nacional de Weimar. Del 17 de abril al 20 de junio de 1919, formó parte del gabinete de Philipp Scheidemann como Ministro de Finanzas y Vicecanciller de Alemania.
Fue miembro del Reichstag, en representación del Partido Democrático Alemán, de 1920 a 1930. Murió en Berlín el 14 de octubre de 1937.

## Publicaciones
- Koloniale Finanzprobleme, 1907
- Koloniale Lehrjahre, 1907
- Südwestafrikanische Eindrücke, 1909
- Industrielle Fortschritte in den Kolonien, 1909